# Tricloruro di iridio
Il tricloruro di iridio o cloruro di iridio(III) è il composto chimico con formula IrCl3. Questo materiale è usato raramente, perché insolubile. Il tricloruro di iridio idrato, IrCl3•xH2O è invece solubile ed è un utile materiale di partenza per la sintesi di altri composti dell'iridio.

## IrCl3
IrCl3 è un solido dimorfico: esiste una forma α marrone (più stabile) e una forma β rossa, entrambe insolubili in acqua. La forma α ha la stessa struttura cristallina del cloruro di alluminio.
Per preparare IrCl3 si inizia separando l'iridio dagli altri metalli del gruppo del platino come esacloroiridato(IV) di ammonio, (NH4)2[IrCl6], che è poi ridotto a iridio metallico in corrente di idrogeno. Dalla spugna di iridio così ottenuta si ottiene IrCl3 anidro per reazione con cloro a 300-400 °C. 
IrCl3 non è considerato pericoloso secondo al Direttiva 67/548/EEC, ma è classificato come irritante per gli occhi, la pelle e le vie respiratorie.

## IrCl3•xH2O
La forma idrata si ottiene riscaldando l'ossido di iridio(III) con acido cloridrico. Il composto è un solido nero inodore e igroscopico, facilmente solubile in acqua e alcoli.
Da IrCl3•xH2O si possono preparare molti altri composti di iridio, come il complesso di Vaska, trans-[Ir(CO)Cl(PPh3)2]. Riscaldando IrCl3•xH2O in miscele acqua/alcool assieme all'appropriato alchene si possono inoltre preparare i dimeri [Ir(cicloottadiene)Cl]2 e [Ir(cicloottene)2Cl]2 Altri composti dell'iridio industrialmente utili come materiali di partenza sono i cloro complessi H2IrCl6 e (NH4)2IrCl6; questi complessi sono facilmente disponibili in commercio dato che si ottengono direttamente durante il processo di purificazione dell'iridio.
IrCl3•xH2O non è considerato pericoloso secondo al Direttiva 67/548/EEC, ma è classificato come irritante per gli occhi, la pelle e le vie respiratorie.